# Tornado (computerspel uit 1993)
Tornado is een videospel dat werd ontwikkeld door Digital Integration en uitgegeven door Spectrum Holobyte. Het spel kwam in 1993 uit voor de Commodore Amiga en DOS. Het spel is een gedetailleerde vluchtsimulator van het gevechtsvliegtuig Panavia Tornado. Het perspectief kan wisselen tussen de eerste en derde persoon.

## Ontvangst
| Beoordeeld door             | Jaar | Platform | Score |
| --------------------------- | ---- | -------- | ----- |
| Power Play                  | 1993 | DOS      | 87%   |
| Joystick (French)           | 1994 | Amiga    | 85%   |
| PC Player (Duitsland)       | 1993 | DOS      | 82%   |
| Amiga Dream                 | 1994 | Amiga    | 82%   |
| Power Play                  | 1994 | Amiga    | 82%   |
| PC Games (Duitsland)        | 1993 | DOS      | 76%   |
| Amiga Joker                 | 1994 | Amiga    | 76%   |
| PC Joker                    | 1993 | DOS      | 73%   |
| Computer Gaming World (CGW) | 1994 | DOS      | 70%   |
| CU Amiga                    | 1993 | Amiga    | 46%   |